# رصدخانه غدیر
رصدخانه و آسمان‌نمای دانش‌آموزی پژوهش‌سرای غدیر متعلق به آموزش و پرورش ناحیهٔ ۲ اهواز و در این شهر قرار دارد. این رصدخانه با دارا بودن تلسکوپ LX90 ساخت شرکت Meade آمریکا و فضایی مناسب جهت آموزش اخترشناسی به دانش‌آموزان برپاشده است. همچنین آسمان‌نمای این پژوهش‌سرا دارای امکانات بالقوه‌ای جهت آشنایی عموم مردم با آسمان شب و شگفتی‌های آن است. کار ساخت این مجموعه از سال ۱۳۹۶ ه‍.ش آغاز و در پاییز ۹۷ با حضور مسئولان استان خوزستان از جمله استاندار وقت دکتر شریعتی و ریاست آموزش و پرورش کل به بهره‌برداری رسید. این مجموعه در پژوهش‌سرای غدیر و با داشتن سه عدد تلکسوپ ۸ و ۱۲ اینچ دابسونی به همراه دوربین دوچشمی ۲۰ در ۸۰ امکانات کاملی را گرد هم آورده‌است.

ریی

## ساختمان رصدخانه
گبند رصدخانهٔ غدیر به قطر ۴ متر و اتاقک آن ۵ متری می‌باشد. مبلمان مخصوص درون این بنا امکان حضور دانش‌آموزان را فراهم آورده‌است. همچنین ستون رصدخانه با کمک آخرین استاندارها مکان‌یابی گشته‌است.
گنبد آسمان‌نمای این مجموعه نیز ۵ متری بوده و با اسکلت تمام فلزی ساخته شده‌است.

## امکانات
۱. تلکسوپ LX90 ساخت شرکت meade
۲. تلسکوپ ۸ اینچ دابسونی
۳. تلسکوپ ۸ اینچ دابسونی
۴. تلسکوپ ۱۲ اینچ دابسونی
۵. دوربین دوچشمی ۲۰ در ۸۰

## مسابقهٔ نجوم دانش‌آموزی ابن هیثم
یک مسابقهٔ علمی دانش‌آموزی است که در سطح شهر اهواز از سال ۱۳۹۶ به صورت سالیانه در دو سطح برگزار می‌گردد:
الف: کلاس‌های پنجم و ششم دبستان - هفتم و هشتم دورهٔ متوسطهٔ اول
ب:کلاس‌های نهم، دهم و یازدهم متوسطهٔ اول و دوم
در دو مرحلهٔ کتبی و عملی صورت می‌پذیرد.